# Leichtathletik-Weltmeisterschaften 2022/Teilnehmer (Ghana)
| Goldmedaillen | Silbermedaillen | Bronzemedaillen |
| ------------- | --------------- | --------------- |
| —             | —               | —               |

Der Leichtathletikverband von Ghana nahm an den Leichtathletik-Weltmeisterschaften 2022 in Eugene teil. Sieben Athletinnen und Athleten wurden vom ghanaischen Verband nominiert.

## Ergebnisse

### Männer

#### Laufdisziplinen
| Athlet                                                                                              | Disziplin | Vorlauf | Vorlauf | Halbfinale | Halbfinale | Finale     | Finale |
| Athlet                                                                                              | Disziplin | Zeit    | Platz   | Zeit       | Platz      | Zeit       | Platz  |
| --------------------------------------------------------------------------------------------------- | --------- | ------- | ------- | ---------- | ---------- | ---------- | ------ |
| Joseph Paul Amoah                                                                                   | 100 m     | 10,22 s | 37      | DNQ        | DNQ        | –          | –      |
| Benjamin Azamati                                                                                    | 100 m     | 10,18 s | 29      | DNQ        | DNQ        | –          | –      |
| Joseph Paul Amoah                                                                                   | 200 m     | 20,40 s | 20      | DNQ        | DNQ        | –          | –      |
| Alex Amankwa                                                                                        | 800 m     | DSQ     | DSQ     | DNQ        | DNQ        | –          | –      |
| Joseph Paul Amoah Benjamin Azamati Joseph Oduro Manu Sean Safo-Antwi Emmanuel Yeboah (ohne Einsatz) | 4 × 100 m | 38,58 s | 08      |            |            | 38,07 s NR | 05     |

### Frauen

#### Sprung/Wurf
| Athletin       | Disziplin  | Qualifikation | Qualifikation | Finale     | Finale |
| Athletin       | Disziplin  | Weite/Höhe    | Platz         | Weite/Höhe | Platz  |
| -------------- | ---------- | ------------- | ------------- | ---------- | ------ |
| Deborah Acquah | Weitsprung | 6,46 m        | 18            | DNQ        | DNQ    |